# Slaktad oxe
Slaktad oxe (nederländska: Geschlachteter ochse) är en målning av Rembrandt, fullbordad år 1655.
Målningen visar en upphängd slaktad oxe. Tavlan är känd för sitt udda motiv under 1600-talet.
I dag finns det teorier om att det inte är Rembrandt som målat hela tavlan, även fastän hans signatur finns på den. Det antas att en av hans assistenter målade det mesta, och att Rembrandt avslutade tavlan. Det finns dock tydliga drag från Rembrandt i tavlan, dunkla gestaltningar med skuggor och naturalism.

## Galleri
Tavlan är antagligen inspirerad av andra tavlor under samma tid.  

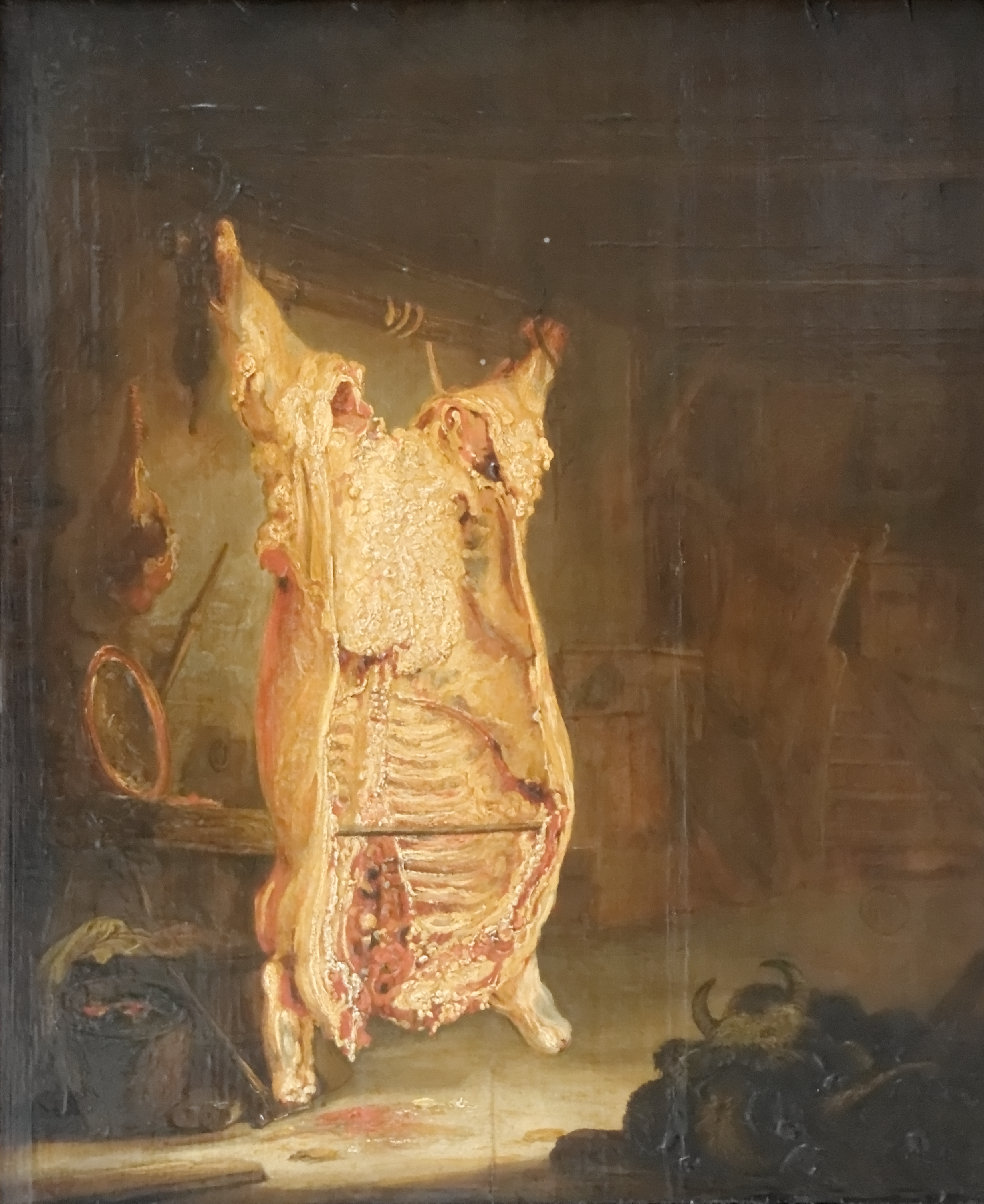
Liknande tavla i Budapest från 1639.
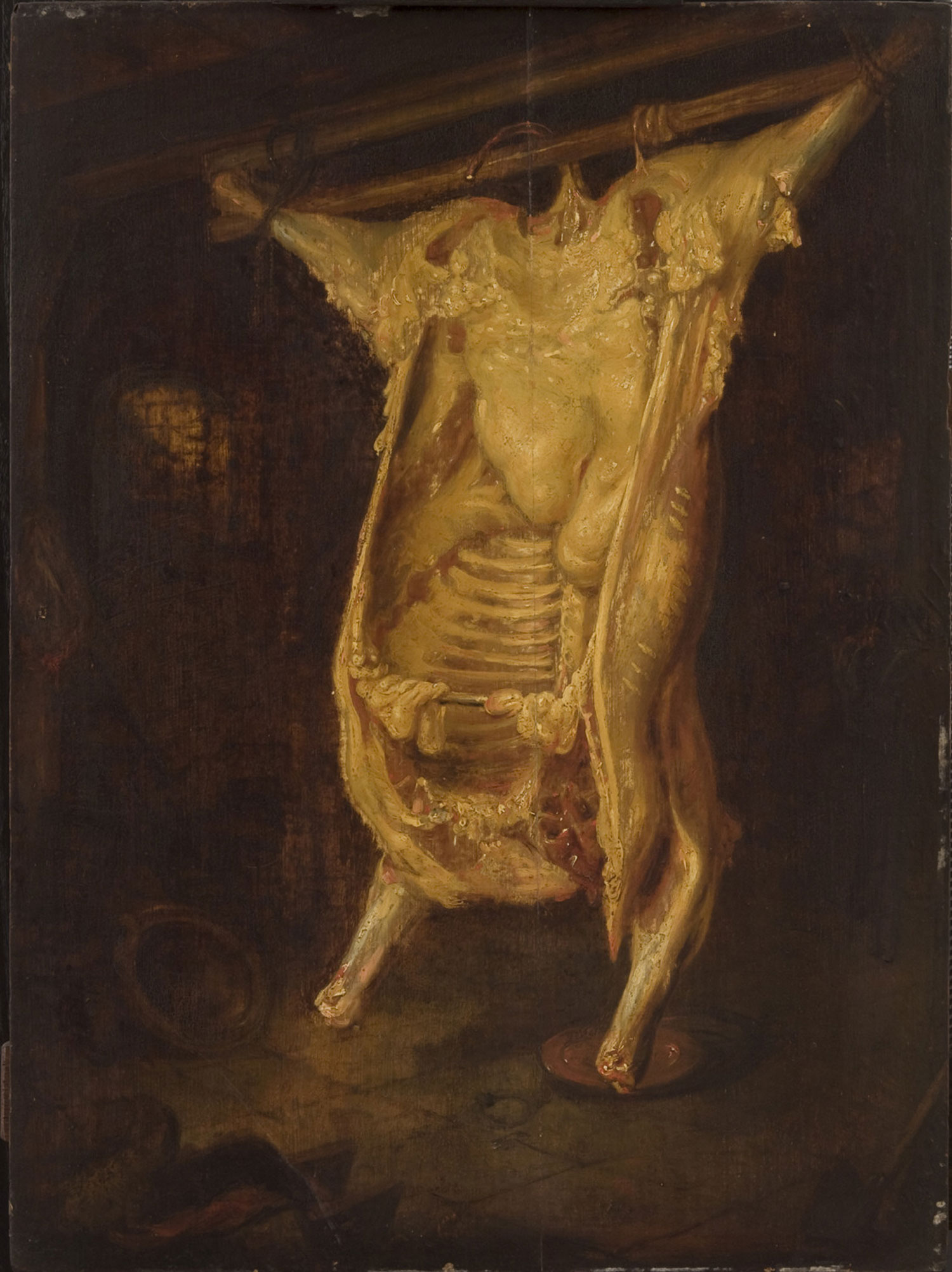
Liknande tavla i Philadelphia, 1640-talet.
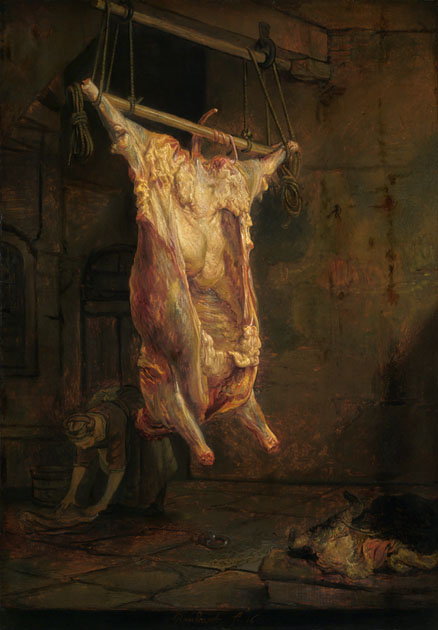
Liknande tavla i Glasgow, 1640-talet.